# Ashi Tshering Pem Wangchuck
Ashi Tshering Pem Wangchuck, född 22 december 1957, drottning av Bhutan, tredje dottern av Dasho Yab Ugyen Dorji och Yum Thuiji Zam, gift med Jigme Singye Wangchuck, kung av Bhutan. Hon är mor till:
- Ashi Chimi Yangzom Wangchuck
- Ashi Kesang Choden Wangchuck
- Dasho Ugyen Jigme Wangchuck